# El Rodeo, Chignahuapan
El Rodeo är en ort i Mexiko.   Den ligger i kommunen Chignahuapan och delstaten Puebla, i den sydöstra delen av landet, 110 km öster om huvudstaden Mexico City. El Rodeo ligger 2 415 meter över havet och antalet invånare är 127.
Terrängen runt El Rodeo är huvudsakligen kuperad, men den allra närmaste omgivningen är platt. Runt El Rodeo är det ganska tätbefolkat, med 54 invånare per kvadratkilometer. Närmaste större samhälle är Chignahuapan, 10,7 km nordost om El Rodeo. Trakten runt El Rodeo består till största delen av jordbruksmark.